# Дрипачка рапсодија
Дрипачка рапсодија је први роман Александра Билановића који је претежно инспирисан његовим животом који је објављен 2013, а друго издање је изашло девет година доцније.
Главни јунак је Едвард Николић, пишчев алтер его, који из првог лица приповеда свој живот, од рођења, одрастања на београдским улицама деведесетих, малолетничке делинквенције, службовања у Милошевићевом Ресору државне безбедности, па све до диловања и конзумирања дроге у Лондону, те, на крају, пропутовања кроз Јужну Америку које је имало катарзичан учинак главног јунака.
Билановић је најавио да ће овај роман добити свој наставак под насловом Есмералда 973. Прича ће се директно наставити на Дрипачку рапсодију, а она ће почети из свингерског клуба у Буенос Ајресу. Назив за нови роман је добио по адреси на којој је живео у главноме граду Аргентине.